# Бешлинець
Бешлинець (хорв. Bešlinec) — населений пункт у Хорватії, у Загребській жупанії у складі громади Клоштар-Іванич.

## Населення
Населення за даними перепису 2011 року становило 390 осіб.
Динаміка чисельності населення поселення:

## Клімат
Середня річна температура становить 10,96 °C, середня максимальна – 25,27 °C, а середня мінімальна – -5,72 °C. Середня річна кількість опадів – 838 мм.
| Клімат поселення                              | Клімат поселення | Клімат поселення | Клімат поселення | Клімат поселення | Клімат поселення | Клімат поселення | Клімат поселення | Клімат поселення | Клімат поселення | Клімат поселення | Клімат поселення | Клімат поселення | Клімат поселення |
| Показник                                      | Січ.             | Лют.             | Бер.             | Квіт.            | Трав.            | Черв.            | Лип.             | Серп.            | Вер.             | Жовт.            | Лист.            | Груд.            |                  |
| Середній максимум, °C                         | 6,12             | 8,09             | 12,61            | 17,06            | 22,24            | 25,27            | 24,45            | 23,85            | 19,77            | 14,69            | 9,10             | 4,93             |                  |
| Середня температура, °C                       | 0,20             | 2,19             | 6,68             | 11,14            | 16,33            | 19,34            | 20,92            | 20,32            | 16,26            | 11,18            | 5,58             | 1,41             |                  |
| Середній мінімум, °C                          | −5,72            | −3,76            | 0,76             | 5,22             | 10,40            | 13,41            | 17,42            | 16,82            | 12,74            | 7,67             | 2,07             | −2,11            |                  |
| Норма опадів, мм                              | 48               | 46               | 55               | 64               | 75               | 90               | 77               | 80               | 77               | 79               | 84               | 63               |                  |
| Середньомісячна швидкість вітру, м/с          | 1.97             | 2.20             | 2.60             | 2.40             | 2.24             | 2.04             | 2.00             | 1.80             | 1.82             | 1.90             | 2.00             | 2.00             |                  |
| Середньомісячна сонячна радіація, кДж/м²·день | 4124             | 6930             | 10591            | 15103            | 19291            | 21300            | 22232            | 19382            | 14279            | 8810             | 4584             | 3333             |                  |
| --------------------------------------------- | ---------------- | ---------------- | ---------------- | ---------------- | ---------------- | ---------------- | ---------------- | ---------------- | ---------------- | ---------------- | ---------------- | ---------------- | ---------------- |
| Джерело:                                      |                  |                  |                  |                  |                  |                  |                  |                  |                  |                  |                  |                  |                  |